# Gründerzeitliches Herrenhaus Grohé
Das Gründerzeitliche Herrenhaus Grohé ist ein denkmalgeschütztes Ensemble innerhalb von Neustadt an der Weinstraße.

## Lage
Das Ensemble befindet sich im Stadtteil Hambach an der Weinstraße unmittelbar an der Deutschen Weinstraße und trägt die Hausnummern 153/157; zudem ist es Bestandteil der Denkmalzone Oberhambach.

## Geschichte
Das Gebäude wurde 1884 vom Grundbesitzer, Weinkommissionär, Ortsbürgermeister und Reichstagsabgeordneten Georg Grohé errichtet, der dafür zwei zuvor an dieser Stelle stehende Winzerhöfe abreißen lief. Um 1900 kam ein Büroanbau mit figurenbekrönter Terrasse hinzu. 1901 folgte die Ausmalung der Toreinfahrt im pompejanischen Stil durch die Firma Peter Koch aus dem nahen Neustadt. Von 1966 bis 2003 war im Anwesen eine Arztpraxis untergebracht und seit 1967 befindet sich dort die Brunnen-Apotheke.
Im Laufe der 2000er Jahre wurde am Haus – wie bei vielen anderen innerhalb von Hambach – eine Infotafel mit der Überschrift Gründerzeitliches Herrenhaus Grohé angebracht, die einen geschichtlichen Abriss über das Areal enthält.

## Baustil
Beim Bauwerk handelt es sich um ein stattliches spätklassizistisches Weingut, dessen Ausstattung ebenfalls denkmalgeschützt ist. Beim Haus mit der Nummer 153 handelt es sich um einen Walmdachbau. Dasjenige mit der Hausnummer 157 stellt einen winkelförmigen Walmdachbau dar.